# Papieskie Dzieło Misyjne Dzieci
Papieskie Dzieło Misyjne Dzieci (PDMD) – jedno z czterech Papieskich Dzieł Misyjnych – ma na celu uwrażliwianie dzieci na potrzeby swoich rówieśników na całym świecie.
Pod skrzydłami PDMD mali chrześcijanie na miarę swych możliwości, wciąż spieszą z pomocą potrzebującym rówieśnikom w krajach misyjnych. Wspierają je swoimi codziennymi modlitwami, a także ofiarami materialnymi.

## Historia
W roku 1843 francuski biskup Karol de Forbin-Janson, poruszony tragicznym losem małych Chińczyków, powołał do istnienia Dzieło Świętego Dziecięctwa. Za patrona nowego Dzieła obrał Dzieciątko Jezus.
Początkowo z pomocą duchową i materialną (taki jest właśnie cel Dzieła) pospieszyły francuskie dzieci, wkrótce jednak dołączyły do nich dzieci z innych krajów Europy, a później z innych kontynentów. Z czasem swoją opieką objęły wszystkich swoich rówieśników, którzy jeszcze nie poznali Pana Jezusa.
W roku 1922 papież Pius XI nadał Dziełu Świętego Dziecięctwa tytuł Papieski i polecił rozwijać je we wszystkich Kościołach lokalnych na całym świecie.
Idee tego Dzieła – dziś nazywanego Papieskim Dziełem Misyjnym Dzieci (PDMD) – trafiły w roku 1858 również do Polski. Najpierw do Krakowa, a stąd w inne regiony kraju. Sytuacja w Polsce była wówczas bardzo trudna. Kraj bowiem znajdował się w niewoli. Mimo to tysiące polskich dzieci pospieszyły z pomocą swoim małym braciom i siostrom z dalekich krajów Azji, Afryki, Ameryki i Oceanii.

## Czasopismo
Dzieci należące do PDMD mają swoje czasopismo „Świat Misyjny”.

## Projekty PDMD
Dziecięce ofiary stają się częścią funduszu solidarności PDMD przeznaczonego na tworzenie i wspomaganie projektów służących dzieciom na misjach. Każdego roku – podczas zebrania Rady Wyższej Papieskich Dzieł Misyjnych – pieniądze te zostają rozdzielane jako dotacje zwyczajne na potrzeby dzieci na terenach misyjnych (na środki niezbędne do duszpasterstwa dzieci, do ich formacji chrześcijańskiej, do nauczania, do ochrony życia i zdrowia, szczególnie tam, gdzie wskutek klęsk głodu i z braku pomocy lekarskiej giną ich tysiące) oraz dotacje nadzwyczajne, które dotyczą specjalnych projektów pomocy najbardziej potrzebującym dzieciom świata. Wszystkie prośby misjonarzy, potwierdzone przez miejscowego biskupa, przekazywane są poprzez nuncjatury do Watykanu.
Zobacz więcej

## Inicjatywy PDMD
- Światowy Dzień Misyjny Dzieci, ustanowiony w 1950 r. przez papieża Piusa XII, a obchodzony w Polsce 6 stycznia lub w najbliższą tej dacie niedzielę;
- Okres Bożego Narodzenia (kolędowanie misyjne);
- Okres Adwentu i Wielkiego Postu (wyrzeczenia dla misji);
- Biały Tydzień z okazji I Komunii św.;
- Tydzień Misyjny w październiku;
- Formacja misyjna;
- Diecezjalne i krajowe kongresy;
- Misyjne wakacje z Bogiem.